# Mário José Pereira da Silva
Mário José Pereira da Silva (? — ?) foi um oficial general do Exército Português que, entre outras funções de relevo, foi Ministro do Exército do 2.º governo do Estado Novo, presidido por António de Oliveira Salazar, em funções de 13 de abril de 1961 a 4 de dezembro de 1962, e comandante geral da Guarda Fiscal entre 12 de agosto de 1966 e 9 de fevereiro de 1971.

## Biografia
Enquanto Ministro do Exército visitou as frentes de combate da guerra colonial em Angola de 26 de julho a 11 de agosto de 1961, numa operação com intensa cobertura mediática marcando o esforço do regime do Estado Novo em ganhar aceitação pública para a nascente guerra ultramarina.